# Paranemertes carnea
Paranemertes carnea är en djurart som tillhör fylumet slemmaskar, och som beskrevs av Ernest F. Coe 1901. Paranemertes carnea ingår i släktet Paranemertes och familjen Emplectonematidae. Inga underarter finns listade i Catalogue of Life.